# Anyanwu
 (septembre 2022).
Anyanwu (en anglais : The Awakening) est une sculpture en bronze créée par l'artiste nigérian Ben Enwonwu entre 1954 et 1955. 
C'est un symbole de la mythologie Igbo et du dieu Anii. Elle a été créée pour la cérémonie d'ouverture du Musée nigérian à Lagos. 1956 et est toujours exposée à l'extérieur du musée. Le Nigeria a présenté une version grandeur nature aux Nations unies en 1966 et elle a été exposée au siège des Nations unies à New York. De nombreuses éditions ultérieures plus petites ont été créées depuis lors.